# Malaia depressa
Malaia depressa är en skalbaggsart som beskrevs av Ernst Gustav Kraatz 1892. Malaia depressa ingår i släktet Malaia och familjen Rutelidae. Inga underarter finns listade i Catalogue of Life.